# Dori Ghezzi

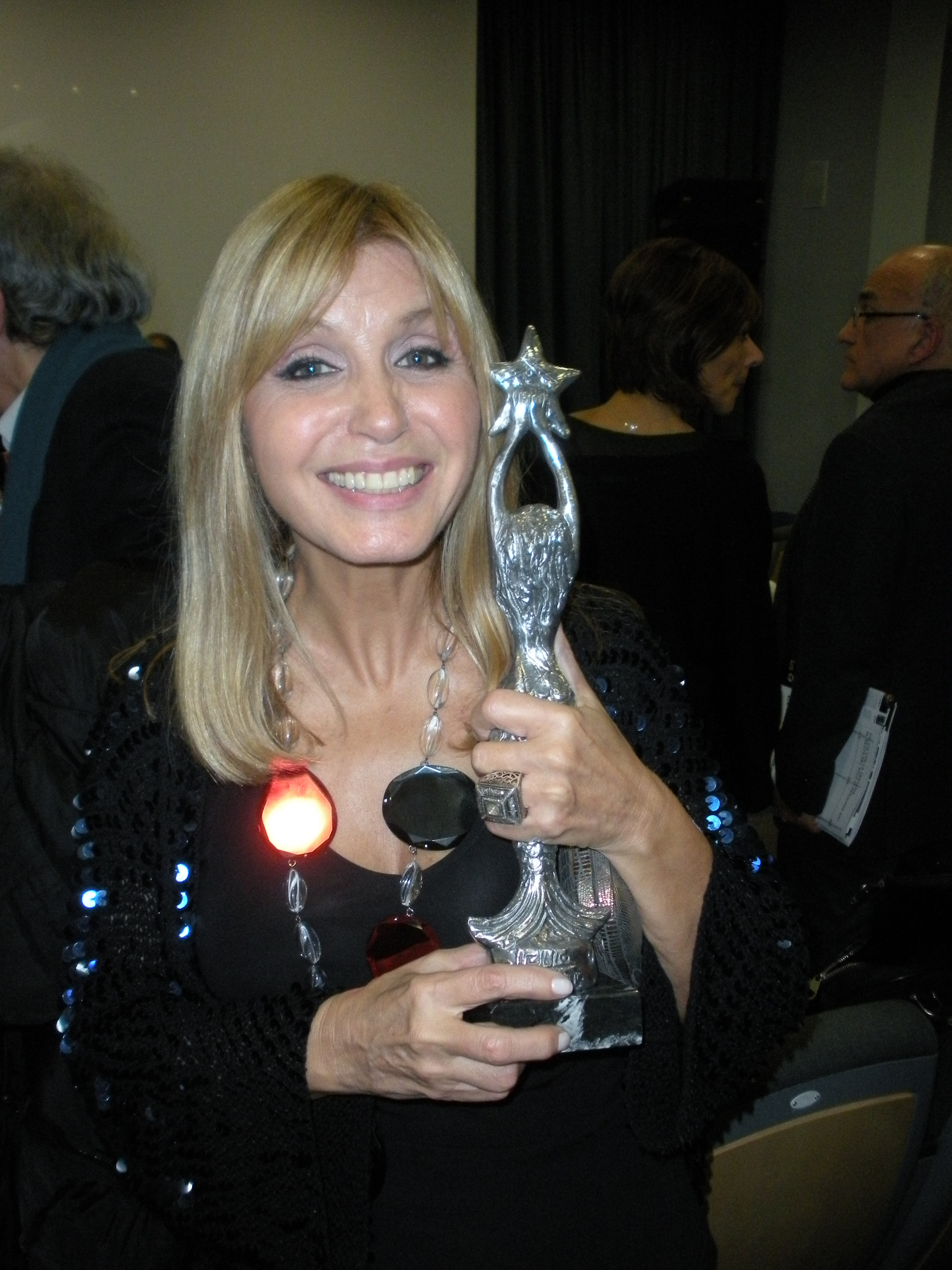
Dori Ghezzi, 2011

Dori Ghezzi (* 30. März 1946 in Lentate sul Seveso) ist eine italienische Sängerin.

## Leben und Wirken
Nach dem Sieg bei einem regionalen Liederwettbewerb 1966 erhielt sie einen Plattenvertrag beim Mailänder Label Durium. Ihre ersten Singles waren italienische Versionen französischer und britischer Lieder.
1972 gründete sie mit dem Sänger Wess ein Duo. Sie nahm mit ihm erfolgreich beim Sanremo-Festival teil und durfte mit ihm auch für Italien beim Eurovision Song Contest 1975 antreten. Mit dem Funk-Titel Era erreichten sie den dritten Platz. Bis 1979 veröffentlichte das Duo sieben Alben.
1979 wurde sie mit ihrem Lebensgefährten Fabrizio De André zusammen auf Sardinien entführt und erst nach vier Monaten und Zahlung eines Lösegeldes von 550 Millionen Lire freigelassen. Die Entführer sind zu langjährigen Haftstrafen verurteilt worden.
In den 1980er Jahren erschienen noch vier Soloalben von Dori Ghezzi.
Ghezzi war von 1989 bis zu dessen Tod 1999 mit dem Sänger Fabrizio De André verheiratet.